# Le Pradet
Le Pradet – miejscowość i gmina we Francji, w regionie Prowansja-Alpy-Lazurowe Wybrzeże, w departamencie Var.
Według danych na rok 1990 gminę zamieszkiwały 9704 osoby, a gęstość zaludnienia wynosiła 973 osoby/km² (wśród 963 gmin regionu Prowansja-Alpy-W. Lazurowe Le Pradet plasuje się na 72. miejscu pod względem liczby ludności, natomiast pod względem powierzchni na miejscu 696.).